# Resolución 1547 del Consejo de Seguridad de las Naciones Unidas
La resolución 1547 del Consejo de Seguridad de las Naciones Unidas, adoptada por unanimidad el 11 de junio de 2004, tras acoger con satisfacción el compromiso del Gobierno sudanés y del Ejército/Movimiento de Liberación del Pueblo Sudanés (SPLA/M) de trabajar para lograr un alto el fuego total y un acuerdo de paz para poner fin a la segunda guerra civil sudanesa, el Consejo estableció un Equipo de Avanzada de las Naciones Unidas en Sudán para preparar una futura operación de las Naciones Unidas tras la firma del Acuerdo General de Paz .  La breve referencia a la situación en la región de Darfur dividió a los miembros del Consejo: Argelia, China y Pakistán se opusieron a que se mencionara Darfur, mientras que los otros dos tercios del Consejo apoyaron su inclusión. 
El Consejo de Seguridad elogió la labor de la Autoridad Intergubernamental para el Desarrollo y de otros por su papel en el proceso de paz. Instó a las partes involucradas a concluir rápidamente un acuerdo de paz y condenó todas las violaciones de los derechos humanos y del derecho internacional humanitario y los actos de violencia. Hubo preocupación por el impacto humanitario de la situación sobre la población civil del Sudán.
La resolución creó un equipo de avanzada, bajo el liderazgo del Representante Especial del Secretario General, por un período inicial de tres meses para facilitar los contactos entre las partes y brindar apoyo después de la firma del Acuerdo General de Paz. Al mismo tiempo, el Consejo tenía la intención de establecer una operación de apoyo para facilitar la aplicación del acuerdo de paz y pidió al Secretario General Kofi Annan que presentara recomendaciones sobre su composición y mandato y que preparara su despliegue. 
El Consejo también destacó la importancia de una capacidad eficaz de información pública a través de la radio, la televisión y los periódicos para promover el proceso de paz y el papel de las Naciones Unidas. Instó a ambas partes a poner fin a la violencia en la región de Darfur, el Alto Nilo y otras zonas. 